# Позада-де-Сарамагуш
Позада-де-Сарамагуш (порт. Pousada de Saramagos)  —  населённый пункт и район в Португалии,  входит в округ Брага. Является составной частью муниципалитета  Вила-Нова-де-Фамаликан. Находится в составе крупной городской агломерации Большое Минью. По старому административному делению входил в провинцию Минью. Входит в экономико-статистический  субрегион Аве, который входит в Северный регион. Население составляет 2016 человек на 2001 год. Занимает площадь 1,54 км².